# Volkswagen Iroc
La Volkswagen Iroc est un concept-car du constructeur automobile allemand Volkswagen présenté au Mondial de l'automobile de Paris 2006.
Étant un coupé 3-portes, ce véhicule préfigure la Volkswagen Scirocco. Son nom fait d'ailleurs référence à cette dernière, consistant en une reprise des 4 lettres centrales de Scirocco.